# Хоркуэра, Хуан
Хуан Хоркуэра (исп. Joan Jorquera Cala; род. 14 июля 2000, Розес) — испанский тхэквондист, член сборной Испании. Бронзовый призёр чемпионатов мира 2022 и 2023 годов, призёр чемпионатов Европы.

## Карьера
С 2013 года Хуан выступает на международных соревнованиях по тхэквондо. В 2015 году выиграл бронзовую медаль в весовой категории до 45 кг на чемпионате Европы среди юношей в Латвии. 
В 2021 году на чемпионате Европы по тхэквондо стал серебряным призёром в весовой категории до 63 кг. В финале уступил спортсмену из Турции Хакану Речберу. Через год в Манчестере стал бронзовым призёром чемпионата Европы.
В 2022 году на чемпионате мира в Гвадалахаре стал бронзовым призёром.  
В 2023 году на чемпионате мира, который состоялся в Баку, в категории до 63 кг, Хоркуэра стал бронзовым призёром чемпионата мира. В финал его не пустил спортсмен из Таиланда.